# Lars Christiansen
Lars Christiansen (Sønderborg, Danska, 18. travnja 1972.) je bivši rukometaš reprezentacije Danske i rukometnog kluba SG Flensburg-Handewitt. Igrao je na poziciji lijevog krila i bio jedan od najboljih igrača na toj poziciji. Danas je rukometni trener.
2002. godine je samo Bertrand Gille bio ispred njega na izboru za najboljeg rukometaša svijeta. Od 1996. igra u Flensburg-Handewittu i s 2.111 golova je četvrti na vječnoj listi golgetera u  Prvoj njemačkoj rukometnoj ligi. 
Lars Christiansen je poznat po svojim velikim repertoarom hitaca prema golu i u svojoj sigurnosti bacanja sedmerca.
U danskoj rukometnoj reprezentaciji Lars Christiansen je odigrao 288 utakmica i postigao 1343 gola. S time je rekorder u obje kategorije. Prvi je put zaigrao za Dansku 25. listopada 1992. godine.

## Dosadašnji klubovi
- Vidar Sønderburg (1976. – 1990.)
- Ribe HK (1990. – 1992.)
- KIF Kolding (1992. – 1996.)
- SG Flensburg-Handewitt (ugovor do 2010.)

## Uspjesi
- Zlato na Europskom prvenstvu u Norveškoj 2008.
- Najbolje lijevo krilo na Europskom prvenstvu u Norveškoj 2008.
- Najbolji strijelac na Europskom prvenstvu u Norveškoj 2008. (zajedno s Ivanom Balićem i Nikolom Karabatićem)
- Bronca na Svjetskom prvenstvu u Njemačkoj 2007.
- Bronca na Europskim prvenstvima u Švedskoj 2002., u Sloveniji 2004. i u Švicarskoj 2006.
- Njemačko prvenstvo 2004.
- Njemački rukometni kup 2003., 2004. i 2005.
- Finalist Europske lige prvaka 2004. i 2007.
- Kup EHF 1997.
- Kupa kupova 2001.
- Kup europskih gradova 1999.
- Dansko prvenstvo 1993. i 1994.
- Srebro na juniorskom Svjetskom prvenstvu 1993.

## Vanjske poveznice
- Službene stranice SG Flensburg-Handewitt  Arhivirana inačica izvorne stranice od 8. ožujka 2007. (Wayback Machine)
- Lars Christiansen na stranicama SG Flensburg-Handewitta  Arhivirana inačica izvorne stranice od 8. veljače 2008. (Wayback Machine)

### Ostali projekti
|  | Zajednički poslužitelj ima još gradiva o temi Lars Christiansen |